# ヨゼフ・ライネルス
ヨゼフ・ライネルス（独: Joseph Reiners、1874年3月20日 - 1945年8月28日）は、ドイツ出身のカトリック教会神言修道会司祭。宣教師として戦前の日本に到来し、名古屋市に旧制南山中学校を設立。南山学園の基礎を築いた。

## 経歴

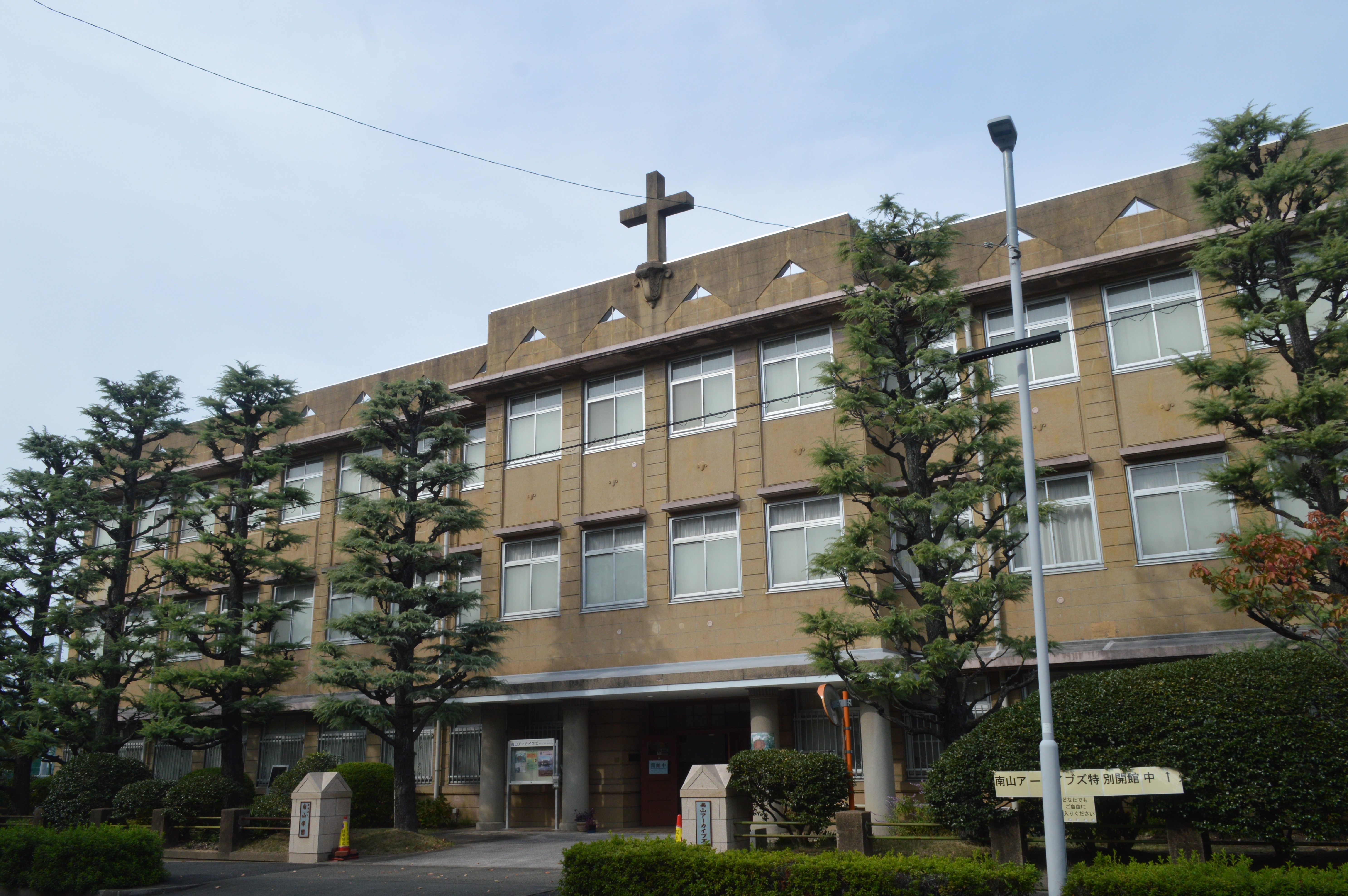
南山学園ライネルス館

1874年にドイツのラインラント＝プファルツ州に生まれ、24歳の時に司祭叙階を受ける。この後1907年にドイツのボン大学において哲学博士の学位を受領する。同年学位を受領した後わずか2ヵ月後にアーノルド・ヤンセンが設立したカトリック神言修道会に入会。
1909年に日本を訪れ、金沢市にて日本語を修学して宣教活動に従事。1912年9月には第四高等学校（現在の金沢大学）にてドイツ語を教える。同年11月カトリック新潟知牧就任。ライネルス神父が北陸地方を宣教のため巡視していたところ、この地方の医療事情が乏しいのを見て単身アメリカ、ヨーロッパなどを遍歴し寄付を募り、1914年に現在の金沢聖霊総合病院を開設した。
1920年5月、新潟教区長のヨゼフ・ライネルスによって、秋田で学校法人聖園学院の設立母体となる聖心の布教姉妹会（旧・聖心愛子会）が創立された。
1926年、カトリック名古屋知牧に就任し活動の場を名古屋地区に移したライネルス神父は、ローマ教皇庁布教聖省が知牧就任にあたり最も希望していた教育事業に従事することを決めた。
1932年、名古屋市に現在の南山学園の基礎となる南山中学校を設立し、初代理事長、校長を務めることとなる。この南山中学校設立にあたりライネルス神父が理想としていたことは円満な人格を育て、人格形成としての教養を身につけるための学校設立であった。このライネルス神父の理想を実現するために南山中学校では少人数の学級編制で自学自習教育が信念として置かれており現在の南山学園の教育方針にも取り入れられている。
1945年、すでに南山中学校の理事長と校長、名古屋知牧を辞任していたライネルス神父は、戦後の南山中学校の行く末を見ぬまま太平洋戦争終結の約2週間後の8月28日に岐阜県多治見市にある神言会多治見修道院にて永眠した。71歳没。戦後には旧南山中学校本館が南山学園ライネルス館に改称された。